# ピエール・ピュヴィス・ド・シャヴァンヌ

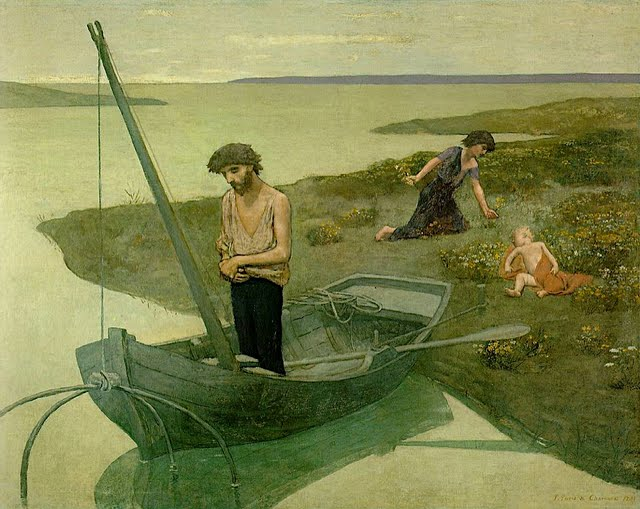
貧しき漁夫（1881年）（オルセー美術館）

ピエール・ピュヴィ・ド・シャヴァンヌ（Pierre Puvis de Chavannes, 1824年12月14日 - 1898年10月24日）は、19世紀のフランスの画家。
世代的にはクールベやマネなどとほぼ同時代だが、シャヴァンヌの作風は写実主義、印象派、アカデミズムのいずれとも一線を画している。しいて分類すれば象徴主義ということになろうが、19世紀フランスにおいて位置付けのむずかしい画家である。物語風の伝統を受け継ぎつつ、自然の風景と人物像が調和した独自の作風を作り上げ、後の世代に大きな影響を与えた。フランスに留学した日本人画家が多数そのアトリエを訪れたことも知られる。倉敷の大原美術館に作品が収蔵されていることもあり、日本では比較的早くから雑誌『白樺』などで紹介され、当時留学中の黒田清輝らも訪問していた。フランスを代表する巨匠として高く評価され、大規模な壁画の仕事を次々とこなす一方、多数の肖像画も描いた。神々や聖人を描きながらもシャヴァンヌの作品はその芸術が静かに湛える自然の息吹こそが多くの画家たちをひきつけた。パブロ・ピカソもその一人で、美術館に何回も足を運び、シャヴァンヌの絵を模写していたという逸話が残されている。

## 生涯
1824年、リヨンの織物業の名門の家に生まれる。リヨンとパリに学び、当初は父親と同じく技師になるつもりであったが、病気にかかり勉学を中断せざるを得なくなる。その後療養の為イタリアに旅をしたシャヴァンヌは帰国後画家の道を志すようになり、ロマン派の巨匠ドラクロワおよび古典的な作風の画家トマ・クチュール（1815－1879）に師事している。クチュールは、当時の画壇の大家で、マネなどもクチュールの弟子である。
1850年にサロン・ド・パリにデビューするが8年連続で落選してしまう。しかし当時はナポレオン3世によるパリ大改造計画のため多くの公共の建物が建造されており、シャヴァンヌはそういった建物の壁画を多く依頼されるようになる。
シャヴァンヌは、イタリアを旅行した際にフレスコ画（生乾きの壁面に直接描く壁画の技法）に魅せられ、その後の作品にはフレスコ画を思わせる色調や表現が見られる。古典文学や神話に多く題材を取り、画面には静けさと詩的で夢幻的な雰囲気が満ちている。
その絵の特徴は、立体感や遠近感、陰影を抑えた平面的で装飾的な処理、中間色を多用したフレスコ画的色調などである。シャヴァンヌのこうした装飾的な画面構成や落ち着いた画風は大画面の壁画に適したもので、パンテオンの壁画（1874－1878年）、ソルボンヌ大学の壁画（1887年）をはじめ、フランス各地に大画面の記念碑的作品を残している。またボストン公共図書館の壁画も手掛けた。

## ギャラリー

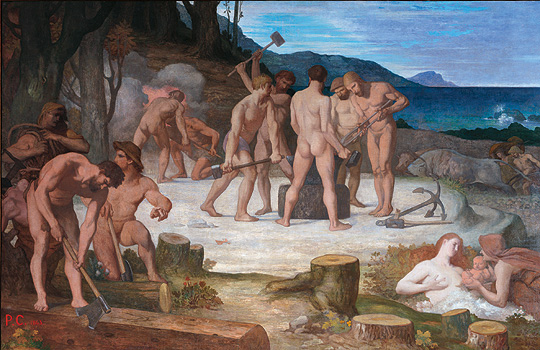
仕事(1863年) (ピカルディー美術館)
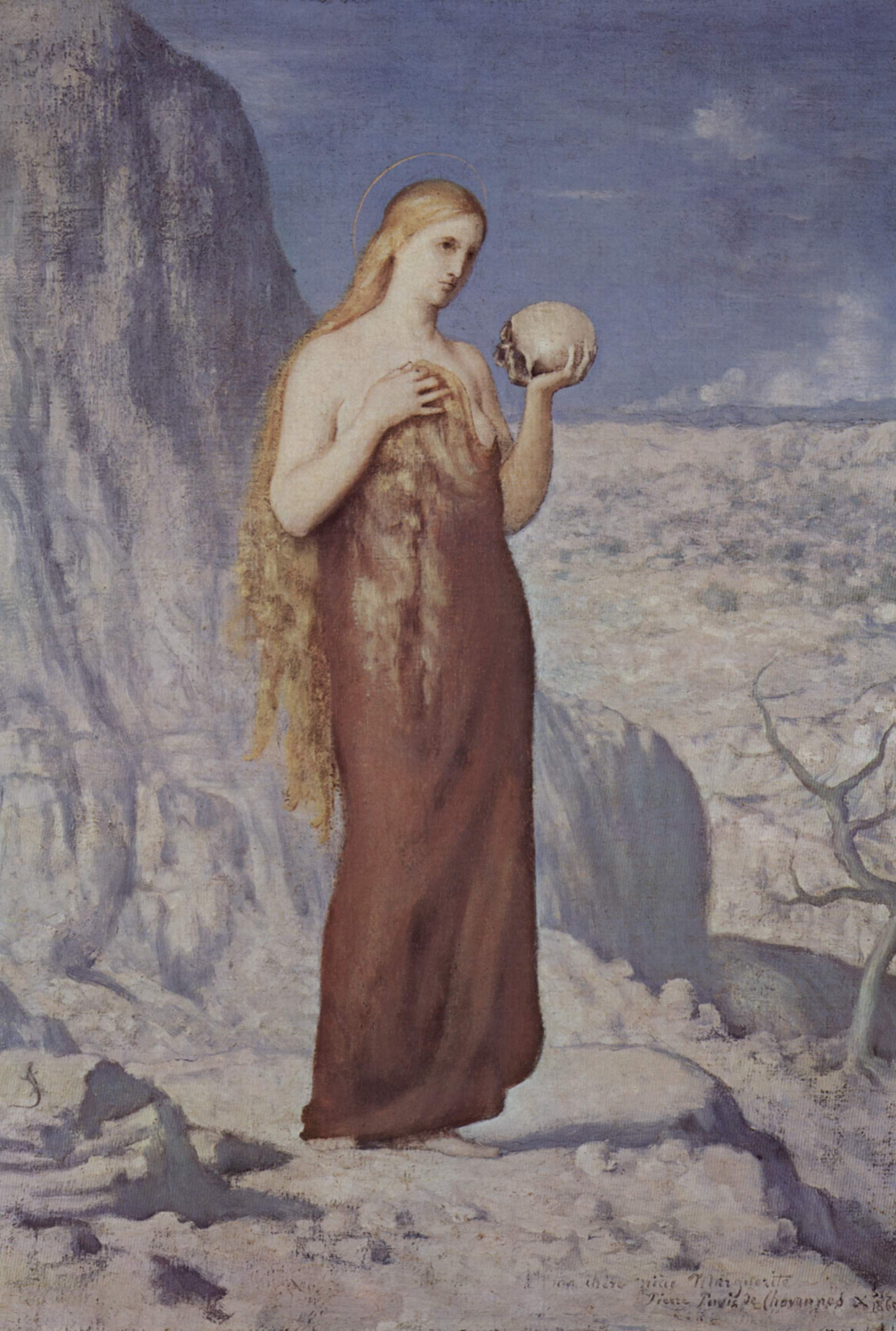
砂漠のマグダラのマリア(1869年) (クレラー・ミュラー美術館)
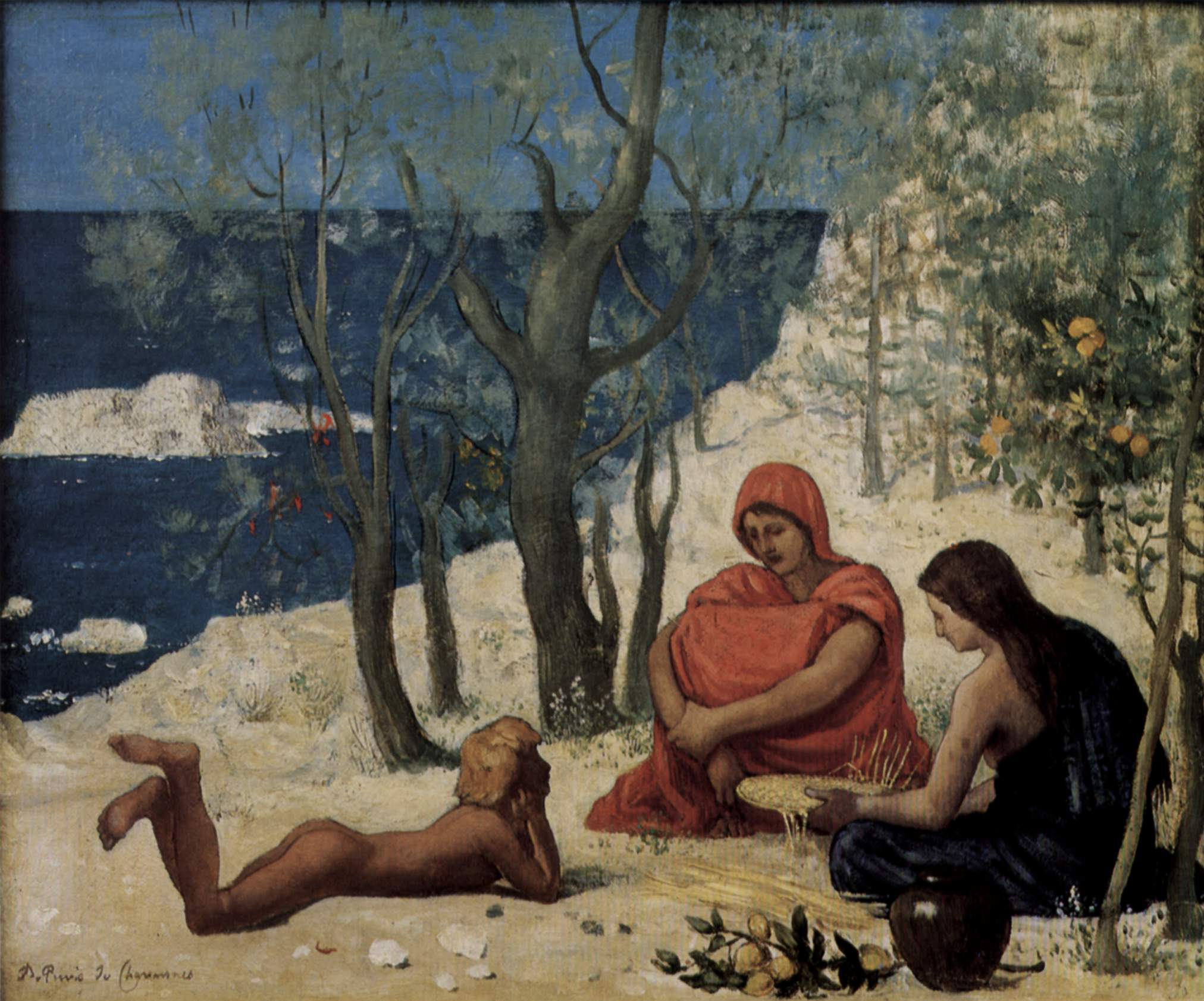
白い岩 (1869–1872年)
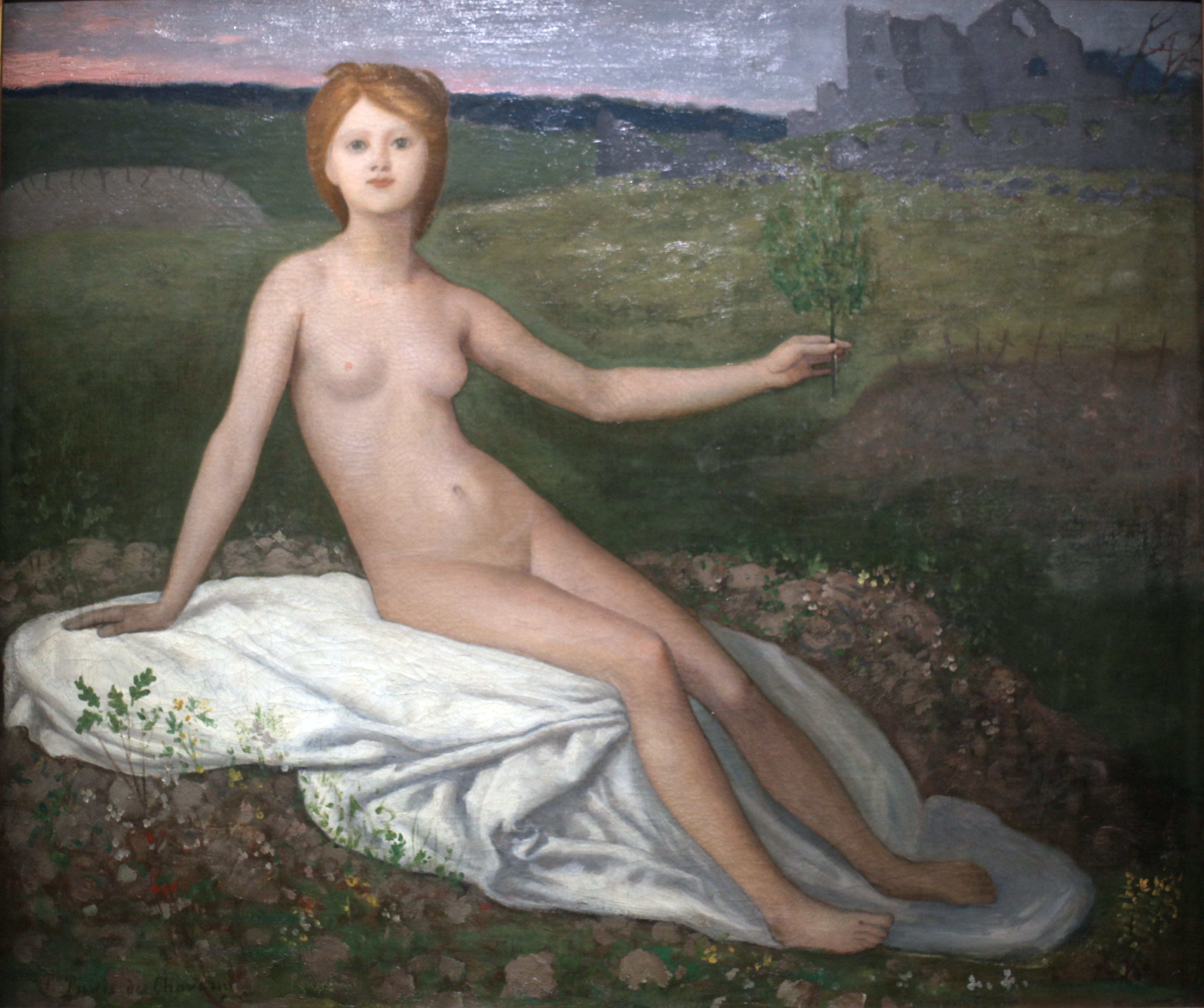
希望（1871年） (オルセー美術館)
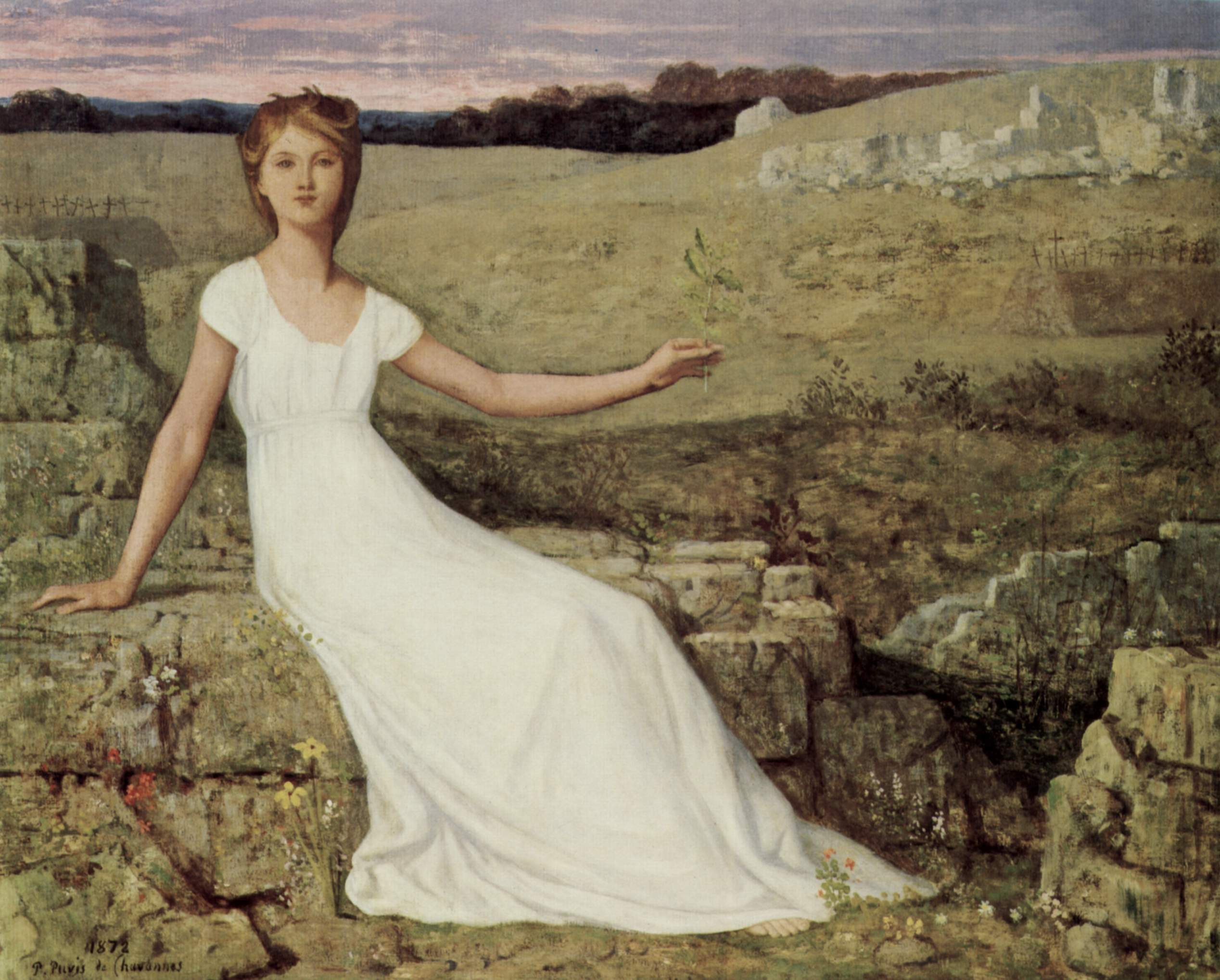
希望 (1872年) (ウォルターズ美術館)
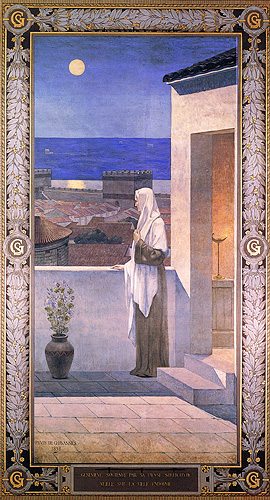
パリを見守る聖ジュヌヴィエーヴ (1874-1879年) (パンテオン)
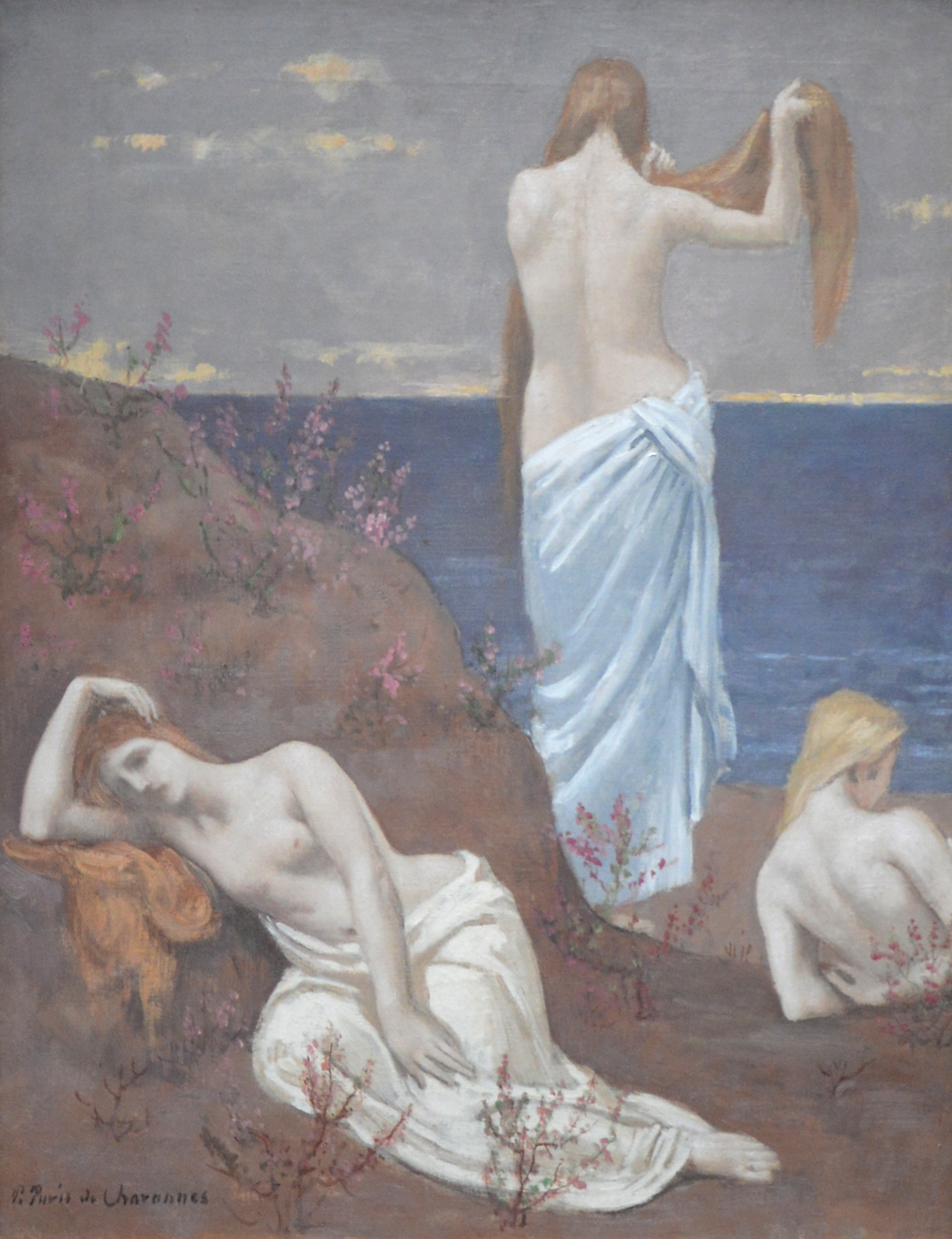
海辺の乙女たち（1879年） (オルセー美術館)
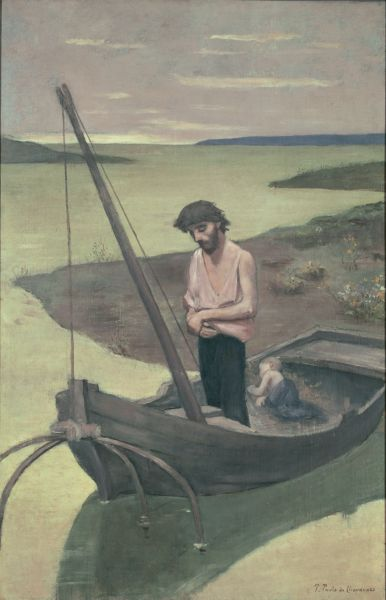
貧しき漁夫 (1881年) (国立西洋美術館)
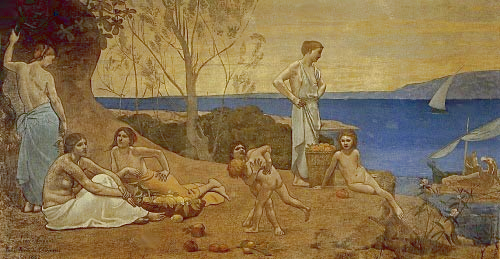
穏やかな土地 (1882年)
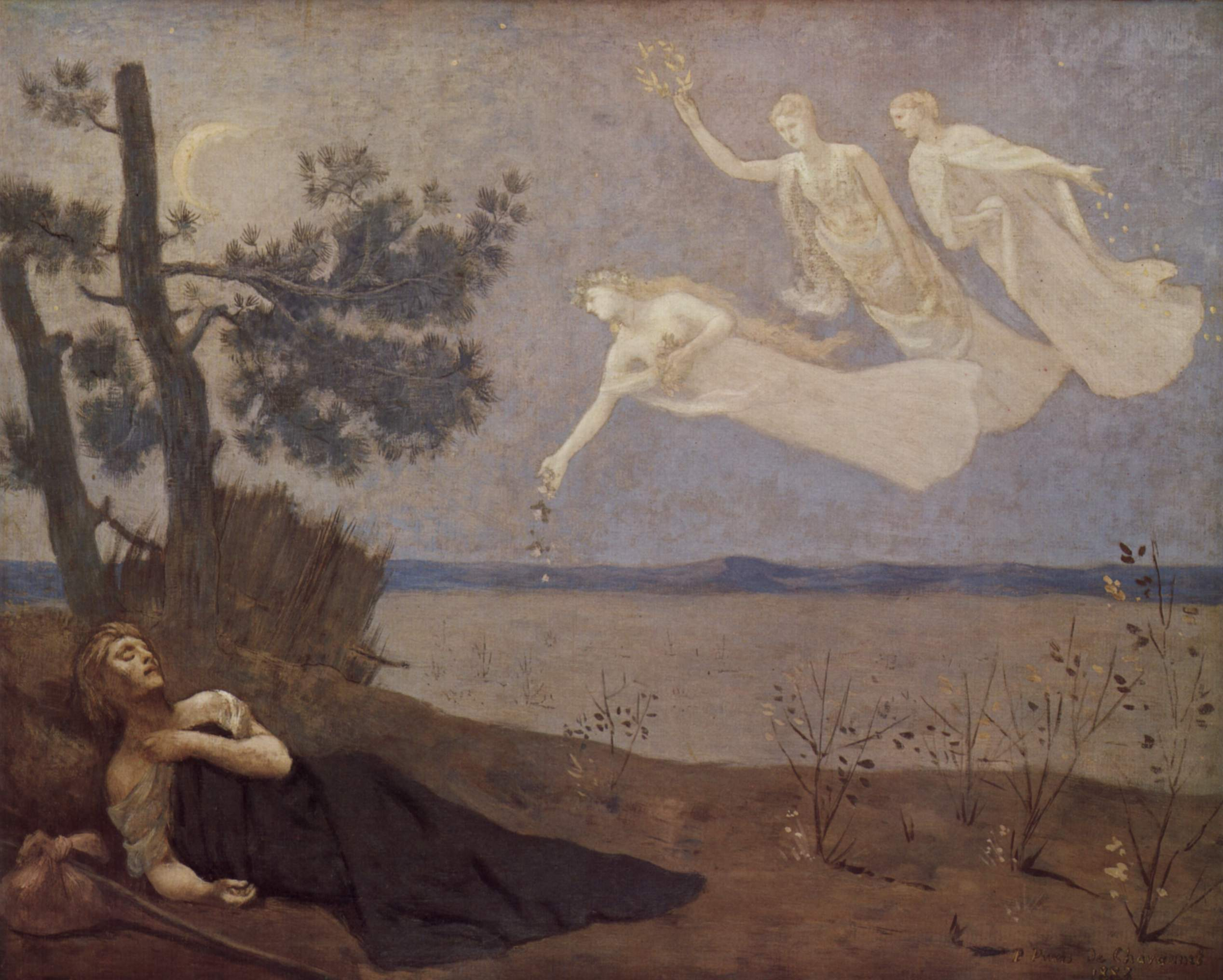
夢 (1883年) (ウォルターズ美術館)
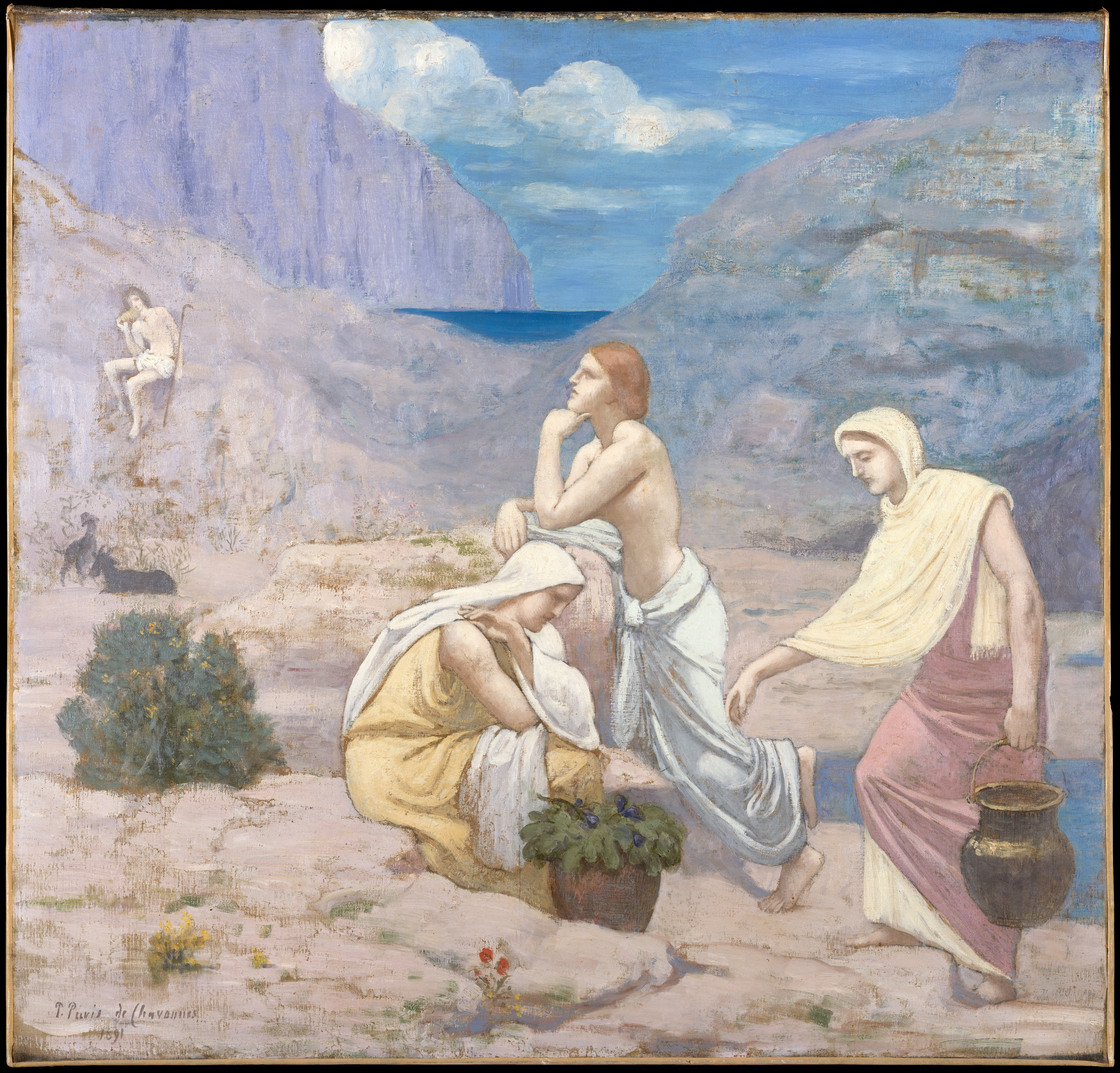
羊飼いの歌 (1897年)

## 代表作

### 絵画
- 幻想（1866年 大原美術館）
- 砂漠のマグダラのマリア（1869年 クレラー・ミュラー美術館）
- 希望（1871年頃 オルセー美術館）
- 夏（1873年 オルセー美術館）
- 貧しき漁夫（1881年 オルセー美術館）
- 貧しき漁夫（1881年 国立西洋美術館）
- 浜辺の少女（オルセー美術館）

### 壁画
- ロンシャン宮殿（マルセイユ、1867年）
- パンテオン（パリ、1874年）
- リヨン美術館（1885年）
- ボストン公立図書館